# حادثة إيرستان 1995
في 3 أغسطس 1995، اعترضت طائرة مقاتلة تابعة لحركة طالبان طائرة نقل لإيرستان من طراز إليوشن إي أل-76، وعلى متنها سبعة مواطنين روس، مما أجبرها على الهبوط في مطار قندهار الدولي الذي تسيطر عليه طالبان. تم احتجاز الرجال لأكثر من عام قبل أن يهربوا، وبعد التغلب على خاطفيهم، استعادوا طائراتهم، وحلقوا بها إلى روسيا.

## خلفية
في عام 1995، كانت أفغانستان في حالة حرب أهلية. وفي أواخر عام 1994، انبثقت حركة طالبان من قندهار، وبحلول أوائل عام 1995، سيطرت على معظم أنحاء البلاد جنوب كابول، مما أجبر الجماعات الأفغانية الأخرى على ترك الأراضي. في أغسطس 1995، كان الطاقم الروسي لطائرة إليوشن إيل-76 يعمل في شركة إيرستان ومقرها تتارستان  والتي كانت بدورها تؤجر طائرتها لشركة تصدير روس ترانس أفيا، وهي شركة روسية مقرها في الشارقة، الإمارات العربية المتحدة. وكان على متن الطائرة مواطنون روس: فلاديمير شارباتوف (القائد)، وغازينور خيرولين (الطيار الثاني)، وألكسندر زدور (ملاح)، وأسكاد أبيازوف، ويوري فشيفتسيف، وسيرجي بوتوزوف، وفيكتور ريازانوف.  وكانوا ينقلون 30 طناً من الأسلحة من ألبانيا إلى الرئيس الأفغاني المحاصر برهان الدين رباني.  

## العملية
في 3 أغسطس 1995، أجبرت طائرة من طراز ميج 21 تابعة لسلاح الجو التابع لطالبان الطائرة الروسية على الهبوط في قندهار.   وتعثرت المفاوضات بين الحكومة الروسية وطالبان لإطلاق سراح الرجال لأكثر من عام، وانهارت جهود السيناتور الأمريكي هانك براون للتوسط بين الطرفين بسبب تبادل الأسرى.  وذكرت طالبان أنها ستطلق سراح الطيارين إذا أطلق الروس سراح الأفغان الذين تحتجزهم الحكومة الروسية. لكن الروس نفوا احتجاز أي مواطنين أفغان. وتمكن براون من إقناع طالبان بالموافقة على السماح للطاقم الروسي بصيانة طائراتهم.  وقد مهد هذا الطلب الطريق لهروبهم. 

## الهروب
كان الروس يخططون لهروبهم منذ أكثر من عام.  بعد أن قام هانك براون بتأمين زيارات لطائراتهم لجميع أفراد الطاقم، لم يقوموا فقط بإجراء الصيانة الروتينية ولكن قاموا بإعدادها سرًا للطيران. وفي كل رحلة، كان ستة من حراس طالبان يحرسون الطاقم، ولكن في 16 أغسطس 1996، غادر نصف الحراس الطاقم لأداء صلاة العصر.  اغتنم الروس الفرصة، تغلبوا على الحراس المتبقين وتمكن الطيار من تشغيل محرك واحد من وحدة الطاقة المساعدة.  مع تشغيل محرك واحد، يمكن تشغيل الثلاثة المتبقية بسهولة. وسرعان ما توجهت الطائرة، وعلى متنها أفراد الطاقم السبعة، إلى المدرج. وحاولت حركة طالبان إغلاق المدرج بسيارة إطفاء لكن الطائرة تمكنت من التحليق في الهواء، وبالتالي تجنبت العائق.  وتمكن الهاربون من الخروج بسرعة من المجال الجوي الذي تسيطر عليه طالبان ورسموا مسارا إلى الإمارات العربية المتحدة. قوبل هروب الطاقم بالإثارة والارتياح من قبل الروس واتصل الرئيس الروسي بوريس يلتسين هاتفيا بأفراد الطاقم لتهنئتهم أثناء سفرهم إلى روسيا على متن طائرة حكومية روسية. 

## في الثقافة الشعبية
- وفي عام 2001، أصدر الرجال كتابًا عن محنتهم بعنوان "الهروب من قندهار". [3]
- قندهار، فيلم روسي 2010 للمخرج أندريه كافون، يدور حول الطاقم الروسي وهروبهم. [8]

## حالة الطائرة الحالية

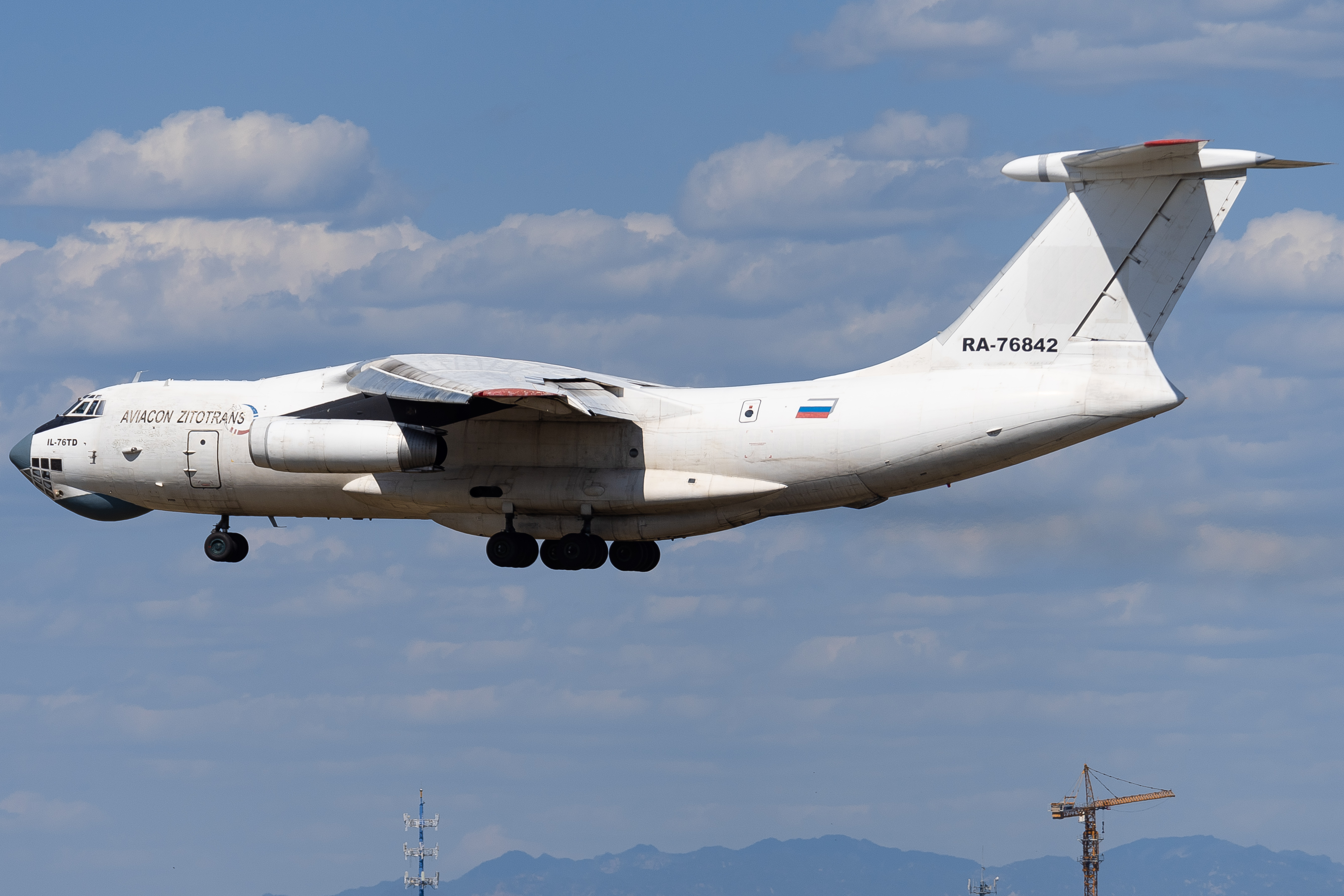
الطائرة تهبط في مطار العاصمة بكين الدولي في عام 2021

اعتبارًا من يناير 2024، لا تزال طائرة إليوشن إيل-76 المشاركة في الهروب، RA-76842، في الخدمة، ولكن يتم تشغيلها الآن بواسطة افياكون زيتوترانس. 

## فهرس
ملحوظات
1. 1 2 3  Reeves 1996
2. 1 2 3 4 5 6  Associated Press 1996، صفحة 4
3. 1 2  BBC Monitoring 2001
4. ↑  Farah & Braun 2007، صفحة 60
5. ↑  Washington Times 1996
6. ↑  Farah & Braun 2007، صفحة 63
7. ↑  Pittsburgh Post-Gazette 1996
8. ↑  Bratersky 2010
9. ↑  "✈ russianplanes.net ✈ наша авиация". russianplanes.net. مؤرشف من الأصل في 2023-09-30.

## روابط خارجية
- صور من أسر الطاقم
- www.airliners.net – صور RA-76842
- </img>